# Charles Héderer
 (novembre 2012).
Si vous disposez d'ouvrages ou d'articles de référence ou si vous connaissez des sites web de qualité traitant du thème abordé ici, merci de compléter l'article en donnant les références utiles à sa vérifiabilité et en les liant à la section « Notes et références ».

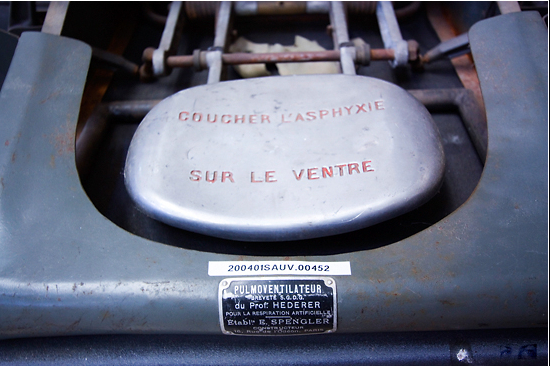
détail du pulmoventilateur du Professeur Charles Hederer

Charles Hedérer, né le 2 août 1886 à Vesoul et mort le 24 septembre 1967 à Chariez (Haute-Saône), est un médecin et officier général français.

## Biographie
Charles Héderer nait au 17 rue Neuve (actuelle avenue Artistide-Briand) à Vesoul.
Diplômé de l'école de médecine militaire de Bordeaux, il est affecté, de 1916 à 1918 à Castellorizo - l'Ile du Château-Rouge - non loin de la côte d'Asie Mineure, où il est le seul médecin de la garnison de fusiliers marins et de la population grecque.
Il est ensuite nommé médecin général de la base de Bizerte, au nord de Tunis. Rentré en France pendant la Seconde Guerre mondiale, il termine la guerre comme médecin chef de la base militaire maritime de Lorient et subira le bombardement de cette base par les Alliés.
Il est l'auteur de plusieurs ouvrages médicaux (L'Arme chimique et ses blessures, Le Scaphandre autonome), d'une méthode de réanimation des noyés (Nielsen-Héderer), d'une monographie sur l'île de Castellorizo et d'un roman, Castelru. Il est également l'inventeur du pulmoventilateur, un dispositif mécanique utilisé pour la respiration artificielle.

## Décorations

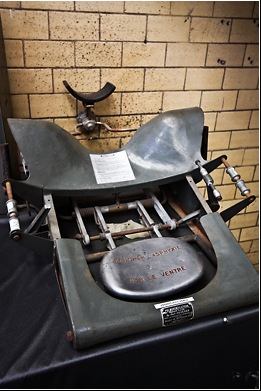
un pulmoventilateur

- Commandeur de la Légion d'honneur (2 mars 1943)[3]
- Croix de guerre 1914–1918
- Croix de guerre 1939–1945
- Médaille de la Résistance française avec rosette (3 aout 1946)[4]
- Croix du combattant
- Médaille des services militaires volontaires, argent
- Médaille commémorative des services volontaires dans la France libre